# آنا آنچر
آنا آنچر (دانمارکی: Anna Ancher; ۱۸ اوت ۱۸۵۹ – ۱۵ آوریل ۱۹۳۵) نقاش اهل دانمارک و از اعضای گروه نقاشان اسکاگن بود. او از برجسته‌ترین هنرمندان تجسمی دانمارک به‌شمار می‌رود.

## نگارخانه

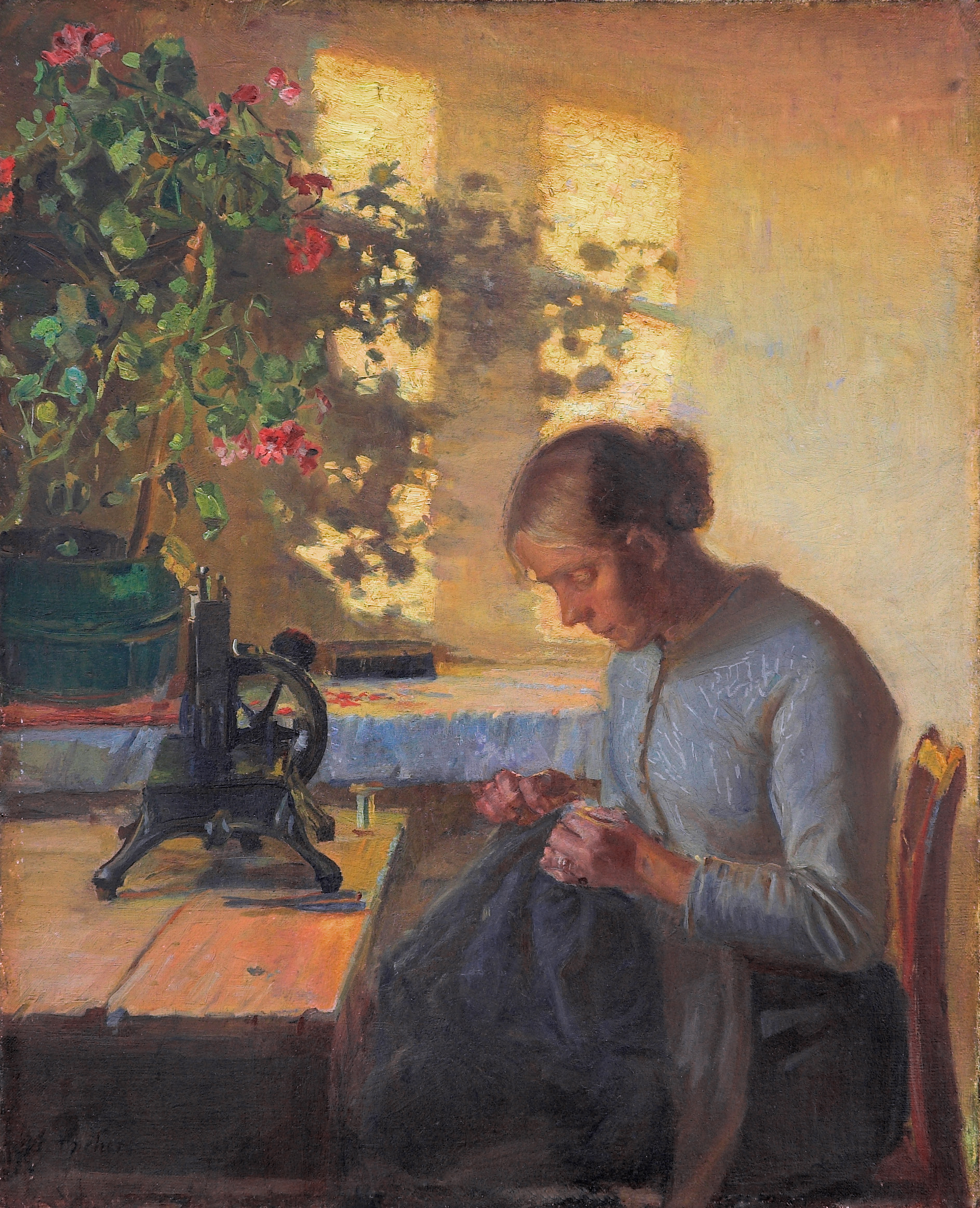
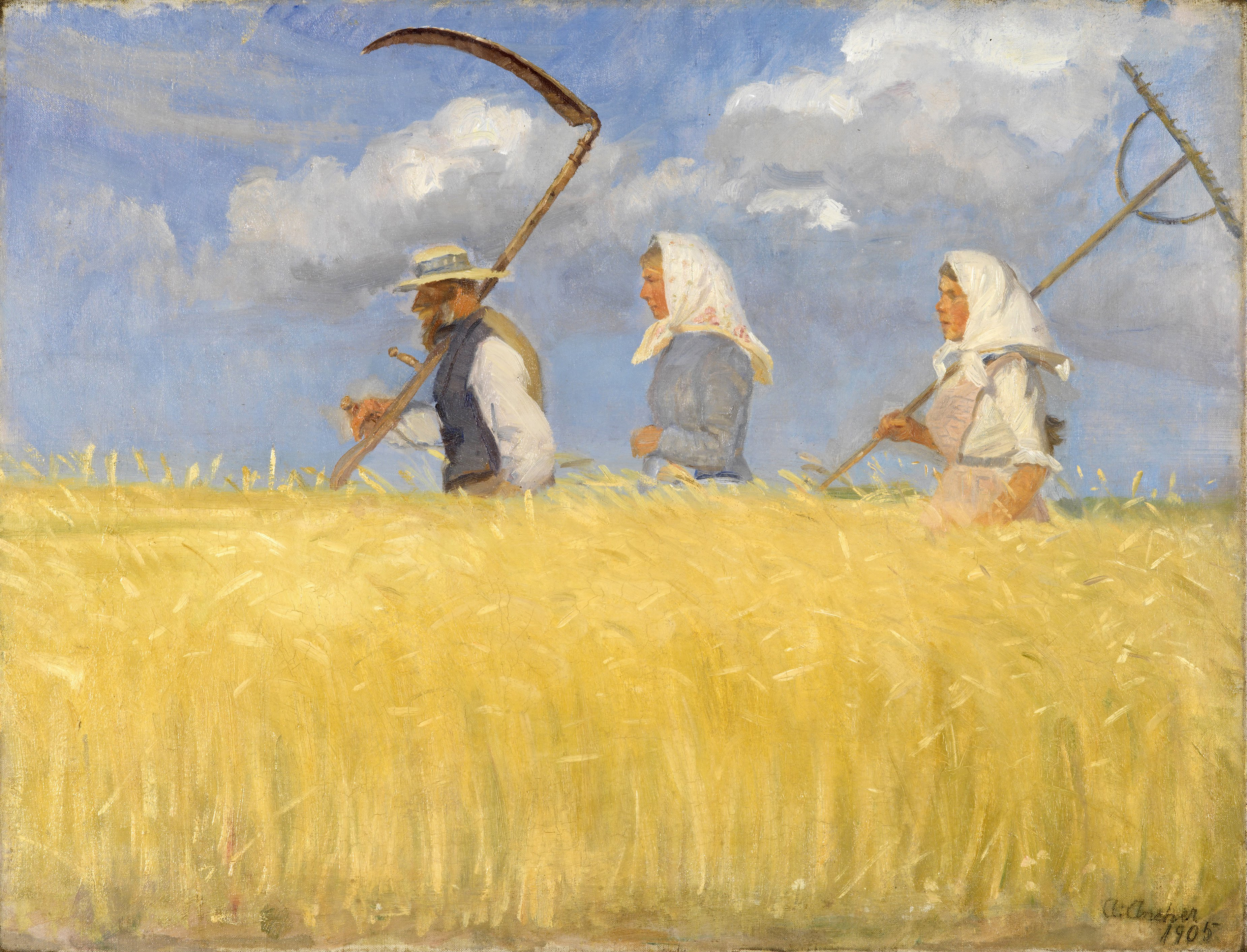
برداشت‌کنندگان
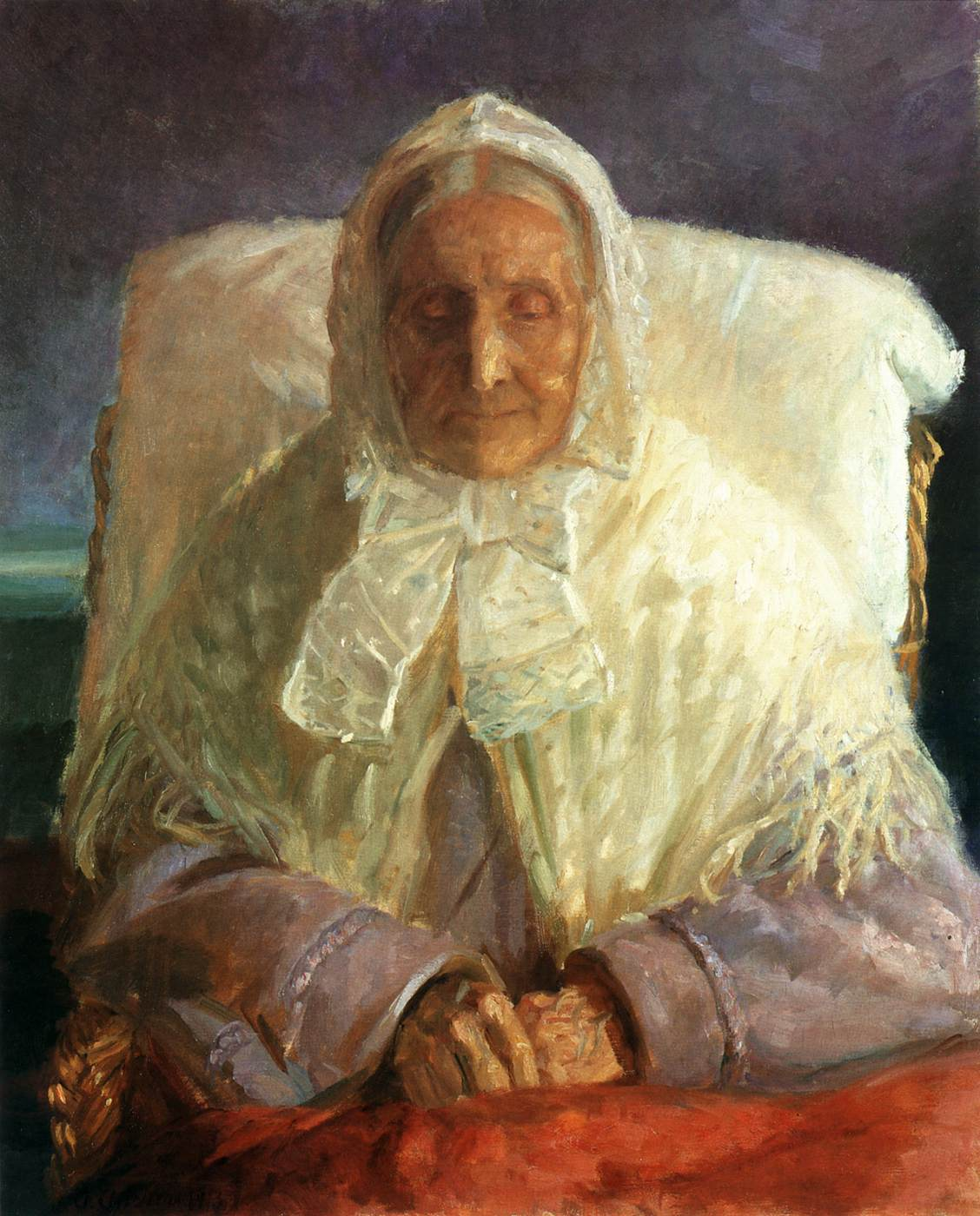
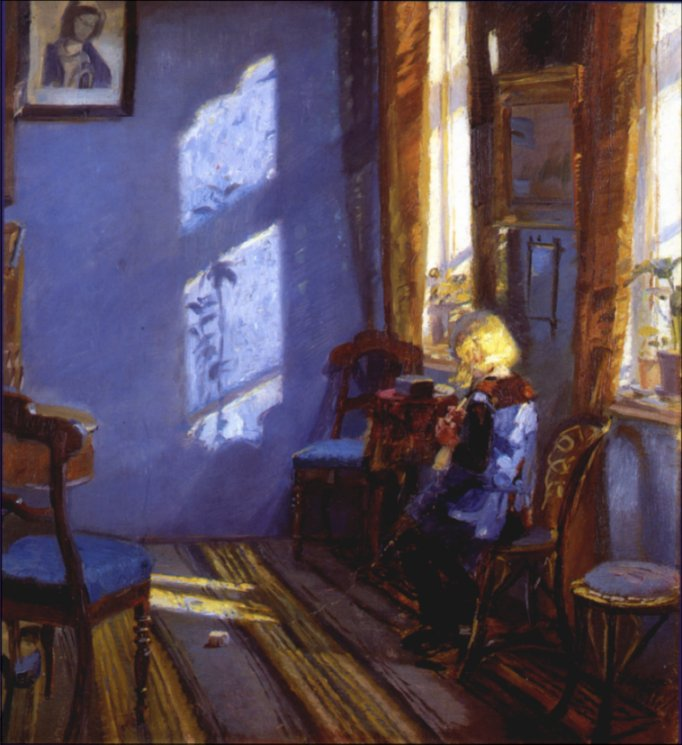
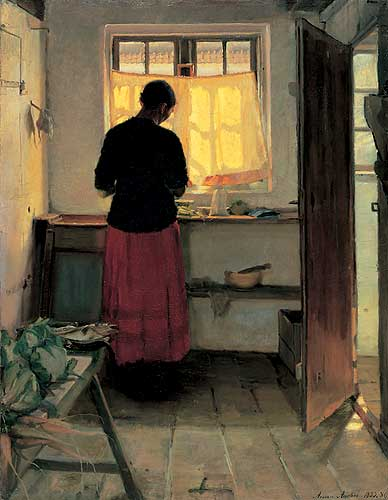
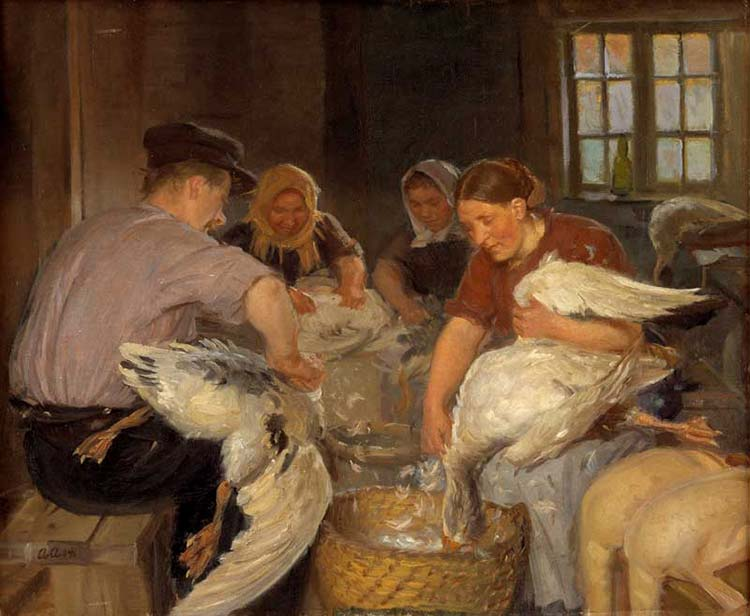
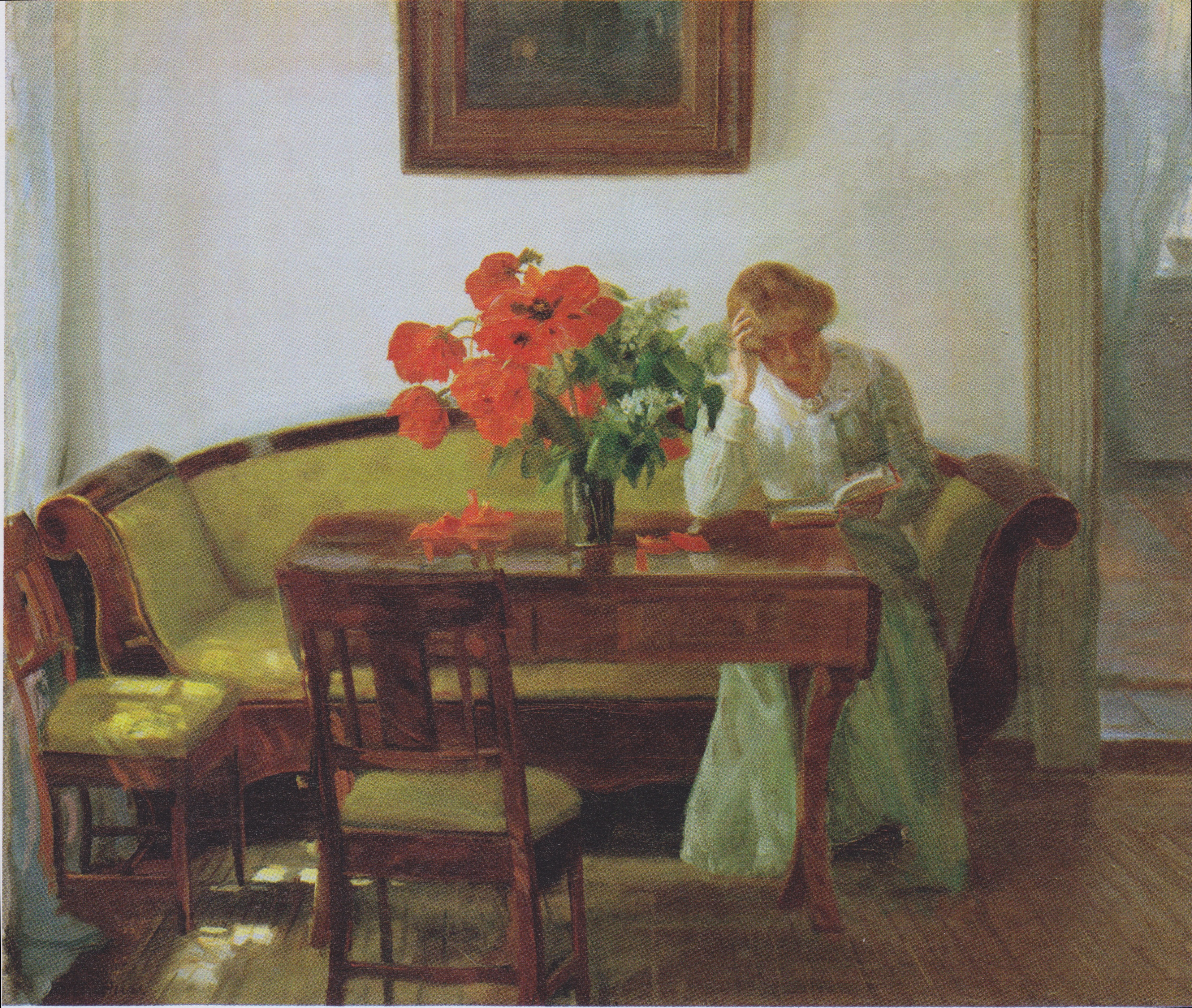
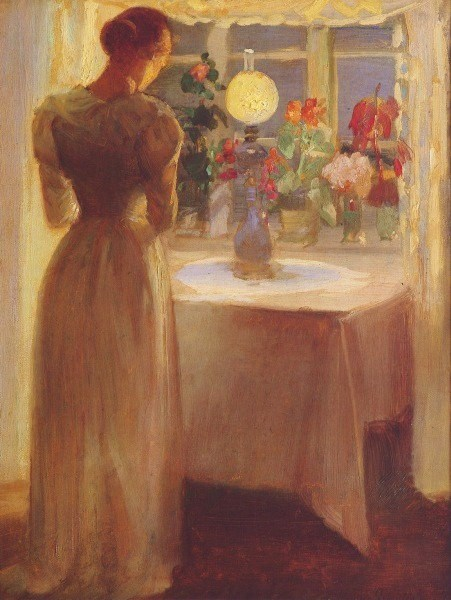
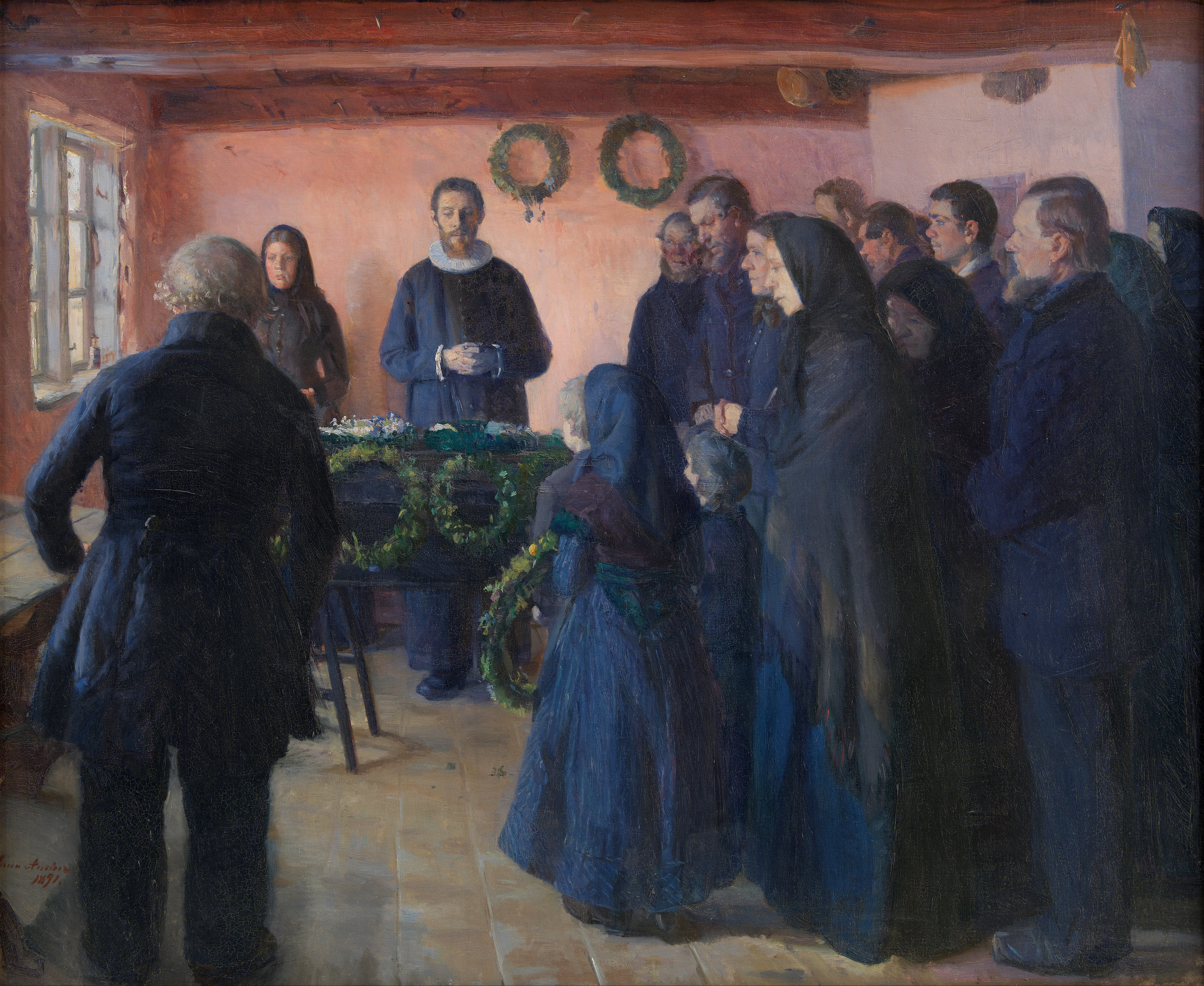
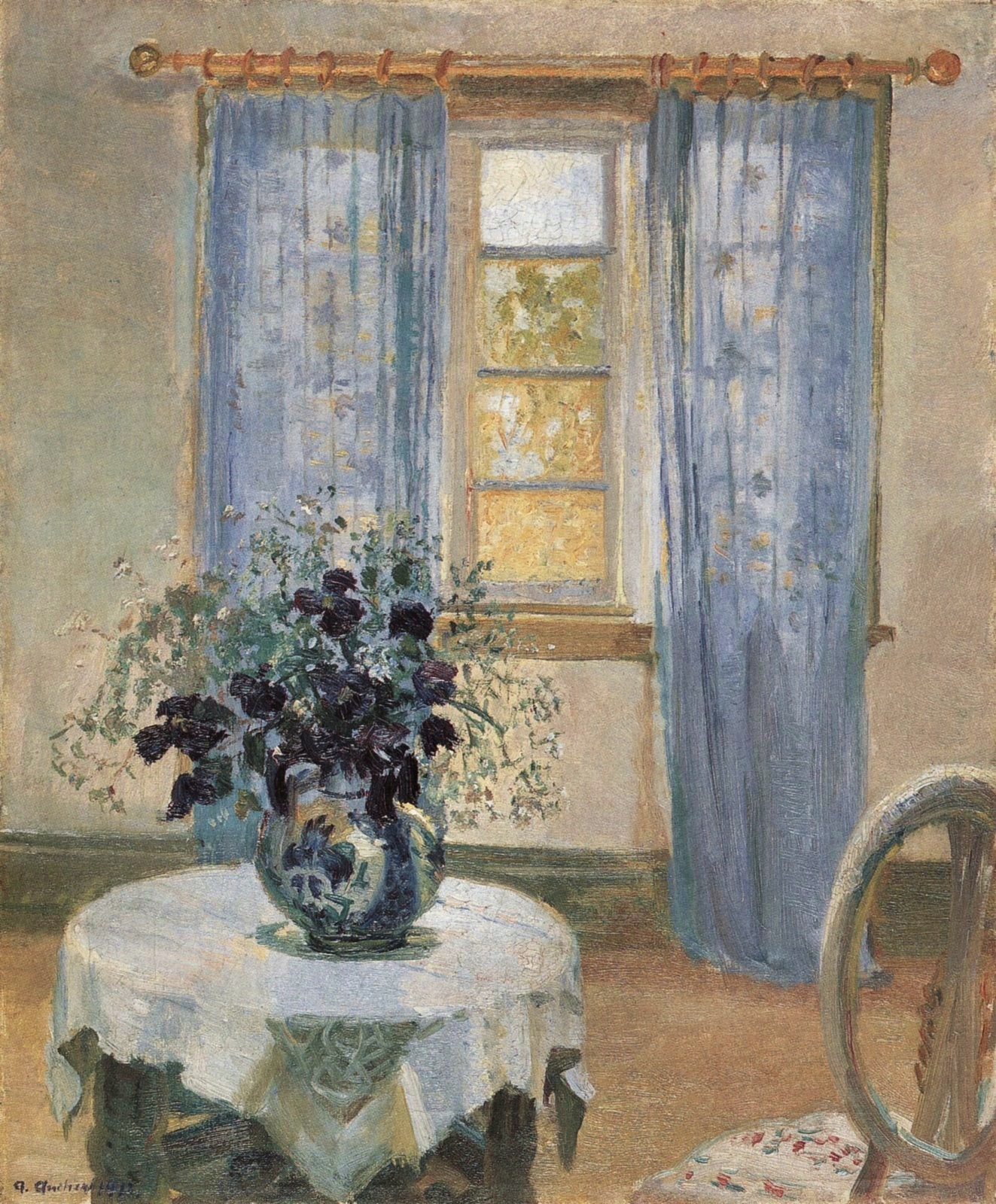
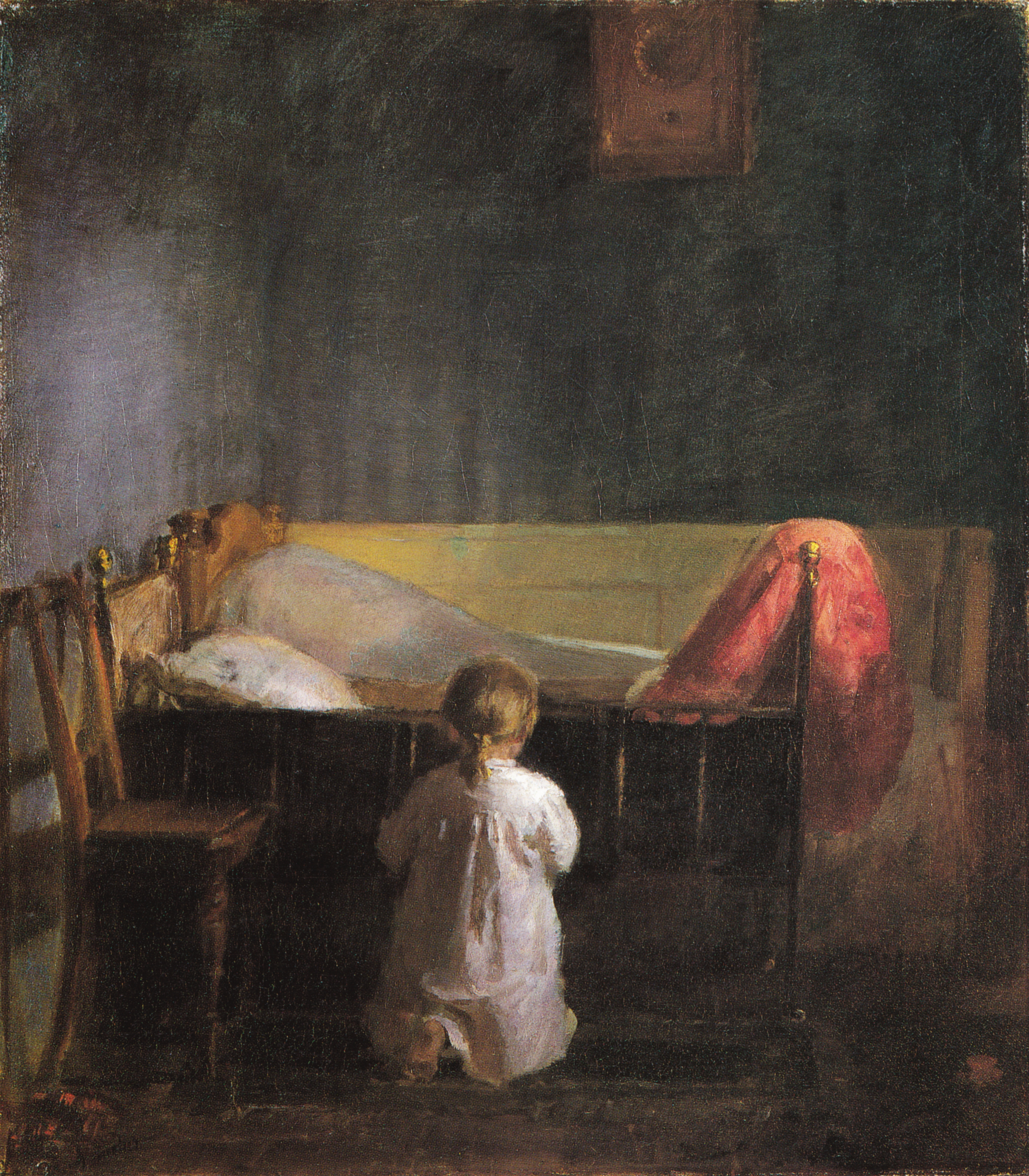
رنگ‌وروغن روی بوم
۱۹۰۵ م.
موزه اسکاگنز